# Жваруље
Жваруље (словен. Žvarulje) је насељено место у општини Загорје об Сави, Засавска регија, Словенија.

## Историја
До територијалне реорганизације у Словенији било је у саставу старе општине Загорје об Сави.

## Становништво
У попису становништва из 2011. године, Жваруље је имало 74 становника.
| Број становника према пописима | Број становника према пописима | Број становника према пописима |
| ------------------------------ | ------------------------------ | ------------------------------ |
| 1991                           | 2002                           | 2011                           |
| 78                             | 75                             | 74                             |

Напомена: Године 2013. умањено за део насеља који је припојен насељу Медија.